# Костільницька сільська рада
Кості́льницька сільська́ ра́да — адміністративно-територіальна одиниця та орган місцевого самоврядування в Бучацькому районі Тернопільської області. Адміністративний центр — село Костільники.

## Загальні відомості
Костільницька сільська рада утворена 2 квітня 1991 року.
- Територія ради: 17,26 км²
- Населення ради: 1 025 осіб (станом на 2001 рік)
- Територією ради протікає річка Дністер

## Населені пункти
Сільській раді були підпорядковані населені пункти:
- с. Костільники

## Склад ради
Рада складалася з 16 депутатів та голови.
- Голова ради:
- Секретар ради: Іскрижицька Ніна Володимирівна

### Керівний склад попередніх скликань
| Прізвище, ім'я, по батькові | Основні відомості                                    | Дата обрання | Дата звільнення |
| --------------------------- | ---------------------------------------------------- | ------------ | --------------- |
| Ковальський Іван Васильович | Сільський голова, 1972 року народження, безпартійний | 26.03.2006   | 31.10.2010      |

Примітка: таблиця складена за даними сайту Верховної Ради України

### Депутати
За результатами місцевих виборів 2010 року депутатами ради стали:

#### За суб'єктами висування
| Суб'єкт висування | Кількість обраних депутатів | %   |
| ----------------- | --------------------------- | --- |
| Самовисування     | 16                          | 100 |

#### За округами
| № округу | Прізвище, ім'я, по батькові    | Дата визнання обраним | Освіта           | Партійна приналежність | Відомості про обраного депутата           |
| -------- | ------------------------------ | --------------------- | ---------------- | ---------------------- | ----------------------------------------- |
| 1        | Рожелюк Галина Михайлівна      | 02.11.2010            | вища             | позапартійна           | тимчасово не працює                       |
| 2        | Гаврилюк Галина Іванівна       | 02.11.2010            | вища             | позапартійна           | Бучач РЕС, кур'єр                         |
| 3        | Велетик Катерина Степанівна    | 02.11.2010            | середня          | позапартійна           | тимчасово не працює                       |
| 4        | Іскрижицька Ніна Володимирівна | 02.11.2010            | вища             | позапартійна           | Костільницька с.рада, секретар            |
| 5        | Яворський Любомир Михайлович   | 02.11.2010            | середня          | позапартійний          | П.П, директор                             |
| 6        | Чорна Лілія Володимирівна      | 02.11.2010            | вища             | позапартійна           | ПП «ЮКО», інженер землевп                 |
| 7        | Обаранчук Надія Дмитрівна      | 02.11.2010            | середня          | позапартійна           | Костільницька с.рада, землевпорядник      |
| 8        | Гнатюк Руслана Іванівна        | 02.11.2010            | середня          | позапартійна           | тимчасово не працює                       |
| 9        | Янківський Ярослав Михайлович  | 02.11.2010            | середня          | позапартійний          | приватне підприємство, директор           |
| 10       | Сивак Галина Василівна         | 02.11.2010            | середня          | позапартійна           | приватне підприємство, директор           |
| 11       | Шестерняк Іван Іванович        | 02.11.2010            | середня          | позапартійний          | приватне підприємство, директор           |
| 12       | Микитчак Ярослав Казимирович   | 02.11.2010            | вища             | позапартійний          | тимчасово не працює                       |
| 13       | Климчук Михайло Іванович       | 02.11.2010            | середня          | позапартійний          | Костільницький дит.сад, оператор газ.опал |
| 14       | Костриба Дмитро Михайлович     | 02.11.2010            | незакінчена вища | позапартійний          | студент                                   |
| 15       | Вуїв Ольга Василівна           | 02.11.2010            | середня          | позапартійна           | тимчасово не працює                       |
| 16       | Гаврилюк Роман Васильович      | 02.11.2010            | середня          | позапартійний          | пенсіонер                                 |